# Шевчук Ігор Степанович
Ігор Степанович Шевчук (нар.13 вересня 1953) — український поет. Член Київської міської організації Національної спілки письменників України.

## Біографія
Народився 13 вересня 1953 року в селі Стецьки Старокостянтинівського району Хмельницької області.
В 1961—1969 роках навчався на відмінно у восьмирічній школі за місцем народження.
1969—1971 роки: завершив навчання з золотою медаллю в СШ смт Гриців.
В 1971—1973 роках навчався на молодших курсах Київського політехнічного інституту.
Перша публікація поезій у восьмому класі — в районній газеті «Світло жовтня». Друга — квартальний збірник «Поезія, 73» (№ 3) в Києві.
1973—1975 роки: служба у військах зв'язку, замкомвзводу, — в Чехії, повернувся цілком оновленою людиною, доздав нові екзамени екстерном і зарахований на третій курс КПІ.
Заборонений до друку комуністичною владою із першої ж поеми «День вознесіння» про Бога, світ і поета, прочитаної на потоці студентів «Науковий комунізм» в КПІ, у 1979 році.
Читання другої поеми «На весь голос» в літературній організації КПІ «Співзвуччя» (1978 рік, керівник Світлана Дмитрівна Козинець!) спричинило вибух — товсті керівники товстих журналів Києва утекли геть, боялись за свої посади. І так багато разів. І в СП України також.
1978 рік; дві студентки плакали від моїх поезій під час літературного вечора в гурт. № 16: «Не думали, що в наш час може бути така людина!» Взнайте — що то за час. Стус Василь не хотів вертатись з тюрми: не було чесних людей: «Нема до кого вертатись»(!!..) Була чесна Ліна Костенко, я, Ольга Седакова, в нас були непропущені і ненадруковані великомасштабні книги (з поетів): свідомо ми релігійно протистояли диявольській системі СРСР, і «тонкими пальцями етики», а я просто вбивця брехні світу, що кинув художність, вже загинається в болоті.
Десь в цей час Ліна Василівна лупила парасолькою по мордах номенклатурників-комуністів!
Одним з перших літав з 1978 року до 2002 року на саморобних дельтапланах клубу КПІ.Срібний призер змагань, К. М.С. В травні 2012 року відновив польоти.
В 1980-85 роках працював в Інституті електрозварювання ім. Є. О. Патона в Києві згідно з розподілом випускників КПІ.
1983 рік — Їздив при Андропові в ЦК із новою Надпарадигмою — щоб підготувались і підготували: змінили світогляд на Троїстичний, справжню ієрархію цінностей встановили — й до неї потягнулося б саме життя з Богом… Відмовились! Нестратеги… нерозуміючі.
Драматична поема тринадцята «Цар духу» була заборонена до друку в 1992 році(!) у Львові, на ф. «Атлас».
Майже двадцять років не приймали до СП: знали, але дуже тряслись від переляку злощасні комуністи і смершівці. Слава Богу, що і не думав пробити дорогу вступом до партії, бо їй не проститься хула на Духа Святого, я тому не садив нікого до тюрем, і не сидів, а літав, вони — жоден! — не літають, бояться смерті… це і правильно. Кайтеся. Після четвертої книги «Богословіє» прийняли до Спілки письменників України у 1997 році з рекомендацій Гуцало Євгена, поета Василя Довжика та Федюка Павла, неповторно-самобутнього новеліста з гуцулів.
Іван Михайлович Дзюба щодо першої книги поем «Деміург» виступав на Пленумі письменників Київської організації НСПУ (в телепередачі «Плеяда» з автором цитувалось багато про Шевчука І. С. з промови Дзюби І. М.) і в газеті «Літературна Україна» збереглись найвищі оцінки книзі.
Автор 337 поем, драматичних і поліфонічних, інших великих форм: акафістів, ікосів, 212 псалмів. (!!)
Заблокували вже третій сайт (перший — на Яндексі, другий і третій — на Гугол) І.Шевчука в лютому 2013 року- за велич художності в творах, а це Бог, Христос. Покращувати людей — забороняють, і виганяють за Бога.
Відео презентацій книг Ігоря Шевчука — на You Tube: Ігор Шевчук «Вісімнадцята Весняна» ч.1 (1806 переглядів) і ін.,також вечори творчі із співачкою Наталкою Половинкою «Голос самшитовий»(831 переглядів), «Вибух епіфаній» ч.1 (739 п.), ч.2 (627 п.), «Огненний ковчег» (352 п.), «Мистецький уныверситет» (258 п.), «Біля раю» ч.1 (158 п.), ч.2 (174 п.) і ін.(Львів, муніц. центр «Слово і голос»)
Написана й оприлюднена швидко поема «Серце», що присвячена Тарасу Шевченку, сердечна, що й заблокували тему «Ігор Шевчук» ( 27616 переглядів, див.: «Мистецтво») на форумі УГКЦ, а публікації за Христа стерли…Люблю дуже Христа і владику Гузара. Не прощають мені цього. (Матеріалізувалась любов інших і моя нині до владики Л.Гузара у Вінниці: перший памятник збудований в цьому році (2021 -у!: І. Ш.), через кілька років після відходу, читач здогадається і далі…). БЛАЖЕННІШИЙ ЛЮБОМИР ГУЗАР НЕВДОВЗІ МОЖЕ СТАТИ СВЯТИМ. ГЛАВА УГКЦ РОЗПОЧАВ БЕАТИФІКАЦІЙНИЙ ПРОЦЕС. 26.02.2024    
17.5.2013 — автор отримав тираж 24-ї книги поезій «Цілься, серце» і роздає, як і попередні всі, не переживаю Ранєвську, що більше роздала — дві сталінські премії…"Що роздав, те твоє".
Червень 2013: здійснено друге видання перекладу «Псалмів» поетом… А москвичі-церковники-МДУшники самі добровільно поназивали архиєреїв «карикатурами на Папу Римського» і це правда, Псалми в Бібліях (як «переклад») — то знущання над совістю і просто здоров'ям людей. Сєдакова Ольга не переклала ще Псалмів: покалічена мова і покалічена РПЦ…
2013 рік: написана і надрукована нова, 25-а книга поезій «Вибух епіфаній».
«Живе в мені Христос» — 23-я книга в елек-у виді (в pdf) і ще дев'ять книг також заблоковані на сайті І Шевчука.
Ігор Шевчук — поет Христа і Богородиці!
Вікіпедія, «Клуб поезії» — одні лиш місця, де І. С. Шевчук не заблокований.
«Сьогодні вранці уві сні на 91 році життя
відійшов за межі цього земного світу
унікальна людина Іван Дзюба.
Одне ім'я вже говорить багато.
Багато — бо це один із лідерів національно, духовного відродження другої половини ХХ
і початку ХХІ століття.»
(М. Жулинський, 22.02.2022 р.)

Іван Михайлович Дзюба  -  мій літературний батько.
Царство Небесне найсвітлішій душі!!  Мати Божа сказала це. — І. Ш.
Відійшов уві сні…
Праведники
відходять до Бога
так!

## Автор книг
1. Деміург: 12 поем, трактати. — К.:Укр.письменник,1992.-260 с.
2. Цар Духу: 13-та поема. — К.: Укр.письменник,1992.-94 с.
3. Третій Завіт: поезії, поеми, трактати.-К.: «Довіра»,1994.-463 с.(Співавтор — Яценко Сергій Петрович).
4. Богословіє: вірші, поеми. — К.: «Довіра», 1996.-172 с.
5. Впадання в Троїцю: поезії. — Львів: «Письменник», 2000.-72 с.
6. Дві книги з Єдиного: вірші, поеми. — К.: «Пульсари»,2005.-155 с.https://docs.google.com/viewer?a=v&pid=sites&srcid=ZGVmYXVsdGRvbWFpbnxwb2V6aWEyMDEyfGd4OjQ1MzJhNTRmODk4NWNlNzU
7. Поле: поезії. — К.: «Пульсари», 2005-.175 с.https://docs.google.com/viewer?a=v&pid=sites&srcid=ZGVmYXVsdGRvbWFpbnxwb2V6aWEyMDEyfGd4OjI1OTE4OWE4MDIzMzUzMDQ
8. Меди Божі: поезії. — К.: «Пульсари», 2006.-230 с.
Трилогія «Руки Теурга»:
9. Співуча благоверша: поезії. — К.: «Пульсари», 2007.-188 с.https://docs.google.com/viewer?a=v&pid=sites&srcid=ZGVmYXVsdGRvbWFpbnxwb2V6aWEyMDEyfGd4OjdkNTU0Mzc5Y2M2MTlkMmQ
10. Кораблі в небеса: поеми, поезії. — К.: «Пульсари», 2007.-139 с.
11. Ода радості: поезії. — К.: «Пульсари», 2008.-159 с.
12. Щасливий ти, Симоне: поезії. — К.: «Пульсари», 2008.-151 с.https://docs.google.com/viewer?a=v&pid=sites&srcid=ZGVmYXVsdGRvbWFpbnxwb2V6aWEyMDEyfGd4OjI0MjBjNzQzNDgwN2QxMjM
13. Златі на древі: поезії, поеми, трактати. — К.: «Пульсари», 2009.-163с.
14. Псалми. — К.: «Пульсари», 2009.-132 с.
15. У небі на свободі: поема, поезії, статті «з полиці» — К.: «Пульсари» , 2010.- 132 с.https://docs.google.com/viewer?a=v&pid=sites&srcid=ZGVmYXVsdGRvbWFpbnxwb2V6aWEyMDEyfGd4OjFkMmVjMWNmNWEwNWM2NjY
16. Зерна вертикалей: поеми, поезії, статті. -К.: «Пульсари», 2010. −128с.
17. Музика!: поезії, трактат. — К.: «Пульсари», 2010. — 171с.
18. Вісімнадцята Весняна: поезії, поеми, трактати, статті.- К.: «Пульсари», 2011.- 144 с.
19. «Чи мені дихати не стидно…»: поезія, статті. К.: «Пульсари», 2011. — 116 с.
20. «Псалми» (переклад): псалми Давида. К.: «Пульсари», 2012. — 174 с.
21. Пятки любові над Страшним судом: поезії, поема, стаття. К.: «Пульсари», 2012. — 132 с.

22. Голос самшитовий: поезії, поема, статті. — К.: «Український письменник», 2012. — 120 с.https://docs.google.com/viewer?a=v&pid=sites&srcid=ZGVmYXVsdGRvbWFpbnxwb2V6aWEyMDEyfGd4OjY3ODk2MmI2MzVhMTQ4NmE
23. Живе в мені Христос: трактати, статті, поезії. -К. «УУ» , 2014. — 286 с.
Живе в мені Христос: статті, поезії.- К.: 2012. — 299 с. (ел-е видання):
https://docs.google.com/viewer?a=v&pid=sites&srcid=ZGVmYXVsdGRvbWFpbnxwb2V6aWEyMDEyfGd4Ojc2ZDVkMDk1ODg3MDE4ZA [Архівовано 24 червня 2016 у Wayback Machine.] -
24. Цілься, серце: поема, поезії, статті. К. «Український письменник»,2013. — 122 с.
25. Вибух епіфаній: поеми, поезії, стаття. К. «Пульсари», 2013. — 126 с.
26. Огненний ковчег: поеми, поезії, статті. К. «УУ», 2014. — 129 с.
27.Біля раю: поезії, поема, статті. К. «УУ» , 2014. -131 с.
28. Із молодої чаші неба: поезія, статті, етюди. К. «Освіта України», 2015. — 156 с.(Співавтор — Бережна Людмила Василівна, дружина).
29. Новий Єрусалим: книга великих форм: поеми, акафісти, псалми. К. «Освіта України», 2015. — 482 с.
30. Богом бачать — правду пишуть: поезії, поеми, статті. К. «Освіта України». 2015. — 131 с.
31. Собор: вибрані поезії про святих. К. «Освіта України», 2016. — 272 с.
32. Повернути Ріку: поезії, поеми, статті. К. «Освіта України», 2016. — 132 с.
33.Сліпучо-біле — і зазолотіло: поезії, поеми, статті. К.: «Освіта України», 2016. — 154 с.
34. Бог серця мого: поезії, поеми, статті. К.: «Освіта України», 2016. — 127 с.
35.12-поемність Майдану: трактати, поеми. К.: Освіта України, 2017. -120 с.
36. Із Джерела спасенного ріка: поезії, поеми, трактат. К.:Освіта України, 2017. — 182 с.
37. Нетлінну радість вам передаєм: Поезії, поеми, трактат/ І. Шевчук.-К.: ФОП Маслаков, 2017.-160 с.
38. Любове, чом огненне Слово?: Поезії, поеми/ І. Шевчук. — К. : ФОП Маслаков, 2018. — 145 с.
39. це Я тебе люблю: Поезії, поеми/ І. Шевчук. — К.: ФОП Маслаков, 2019. — 120 с.
40. 40-книжжя від Сонця правди: Поезії, поеми/ І. Шевчук. — К.: ФОП Маслаков, 2019. — 203 с.
41. Що вибив промінь на кришталь свободи: Поезії, поеми, псалми/ І. Шевчук. — К.: ФОП Маслаков, 2020.- 122 с.
42. Ігоря псалми (Молодість серця жить!): Псалми/ І. Шевчук. — К.: ФОП Маслаков, 2020. — 142 с.
43. Весна проїздом: Поезії, поеми, псалми/ І. Шевчук. — К.: ФОП Маслаков, 2020. — 163 с.
44. На блискавці спокійно: Поезії, псалми, поеми/. І. Шевчук. — К.: ФОП Маслаков, 2020. — 125 с.
45.Незмінне вічне — веселе: Поезії, псалми, поеми/ І. Шевчук. — К.: ФОП Маслаков, 2021. — 122 с.
46. Розсуваючи зорі: Поезії, псалми, поеми/ І. Шевчук. — К:. ФОП Маслаков, 2021. — 131 с.
47.Во врем'я біле: Поезії, псалми, поеми/ І. Шевчук. — К.: ТОВ «7БЦ». 2021—120 с.
48. Щоби було — можливе!!: Поезії, псалми, поеми/ І. Шевчук. — К:.ТОВ «7БЦ». 2021—126 с.
49. Підняти небо: Поезії, поеми/ І. Шевчук. — К.: ТОВ «7БЦ». 2022—135 с.
50. Є Божа перемога: Поезії, псалми, поеми/ І. Шевчук. — К.: «7БЦ», 2022. — 130 с.
51. Торнадо світів: Поезії, поеми, псалми, трактат/ І. Шевчук. — К.: «7БЦ», 2023. — 177 с.
52. Дотягтись до любові: Поезії. поеми псалми/ І. Шевчук. — К.: «7БЦ», 2023. — 162 с.
53. Вогонь на виріст: Поезії, поеми, псалми/ І. Шевчук. К.: «7БЦ» , 2023. — 183 с.
54. У вірі й вирі : Поезії, псалми, поеми, статті/ І. Шевчук. К.: "7БЦ" . 2023. — 111 с.
55. Ти більший за війну: Поезії, псалми, поеми/ І. Шевчук. К.: "7БЦ" . 2024. — 132 с.
56. я Неба доторк: Поезії, псалми, поеми/ І. Шевчук. К.: "7БЦ" . 2024. — 120 с.
57. Я відпочину біля Тебе, Боже!: Поезії, псалми, поеми/ І. Шевчук. К.: "7БЦ". 2024. — 128 с.
58. Правда Божа: Поезії, псалми, поеми/ І. Шевчук. К.: "7БЦ". 2025. — 130 с.
59. Небо в віках: Поезії, псалми, поеми/І. Шевчук. К.: 7БЦ, 2025. — 125 с.

Електронні книги не відкриваються в Автор книг: сайт заблокували сп. служби в 2013 році, а кеш архіву вони  -  в 2023 році.